# Charles Donald Albury
Charles Donald Albury, né le 12 octobre 1920 à Miami et mort le 23 mai 2009 à Orlando, est un aviateur américain qui a participé aux bombardements atomiques d'Hiroshima et Nagasaki pendant la Seconde Guerre mondiale.
Il est notamment le copilote du Boeing B-29 Superfortress Bockscar lors du bombardement de Nagasaki.